# Luzhou
Luzhou (cinese: 泸州; pinyin: Lúzhōu) è una città-prefettura della Cina nella provincia del Sichuan.